# 維爾登 (伊利諾伊州)
維爾登（英語：Virden）是一個位於美國伊利諾伊州馬庫平縣和桑加蒙縣的城市。

## 地理
維爾登的座標為39°30′00″N 89°46′00″W / 39.50000°N 89.76667°W，而該地的平均海拔高度為206米（即676英尺）。

## 人口
根據2010年美國人口普查的數據，維爾登的面積為4.85平方千米，均為陸地。當地共有人口3425人，而人口密度為每平方千米706.19人。